# 都まん
都まん（みやこまん）は高知県高知市帯屋町に本店を構える「都まん本舗」が製造・販売する生和菓子。

## 概要
「都まん本舗」が製造・販売していて、地元高知では定番。「都まん」は、登録商標。スーパーマーケットでも販売されている。
香南市の近森大正堂が製造販売するエチオピア饅頭の陰に隠れた感もある。TVでCMも放映されている。
保存料・防腐剤は一切使用していない。素朴な饅頭であるが故に、賞味期限は短くなってしまうが、 子供から大人まで日常的に安心して食べて頂けるのだという品質にこだわっている。

## 原材料
卵・小麦粉・砂糖・白餡・蜂蜜